# Koppe armata
Koppe armata är en spindelart som först beskrevs av Simon 1896.  Koppe armata ingår i släktet Koppe och familjen flinkspindlar.
Artens utbredningsområde är Sri Lanka. Inga underarter finns listade i Catalogue of Life.